# Werner Otto (Unternehmer)

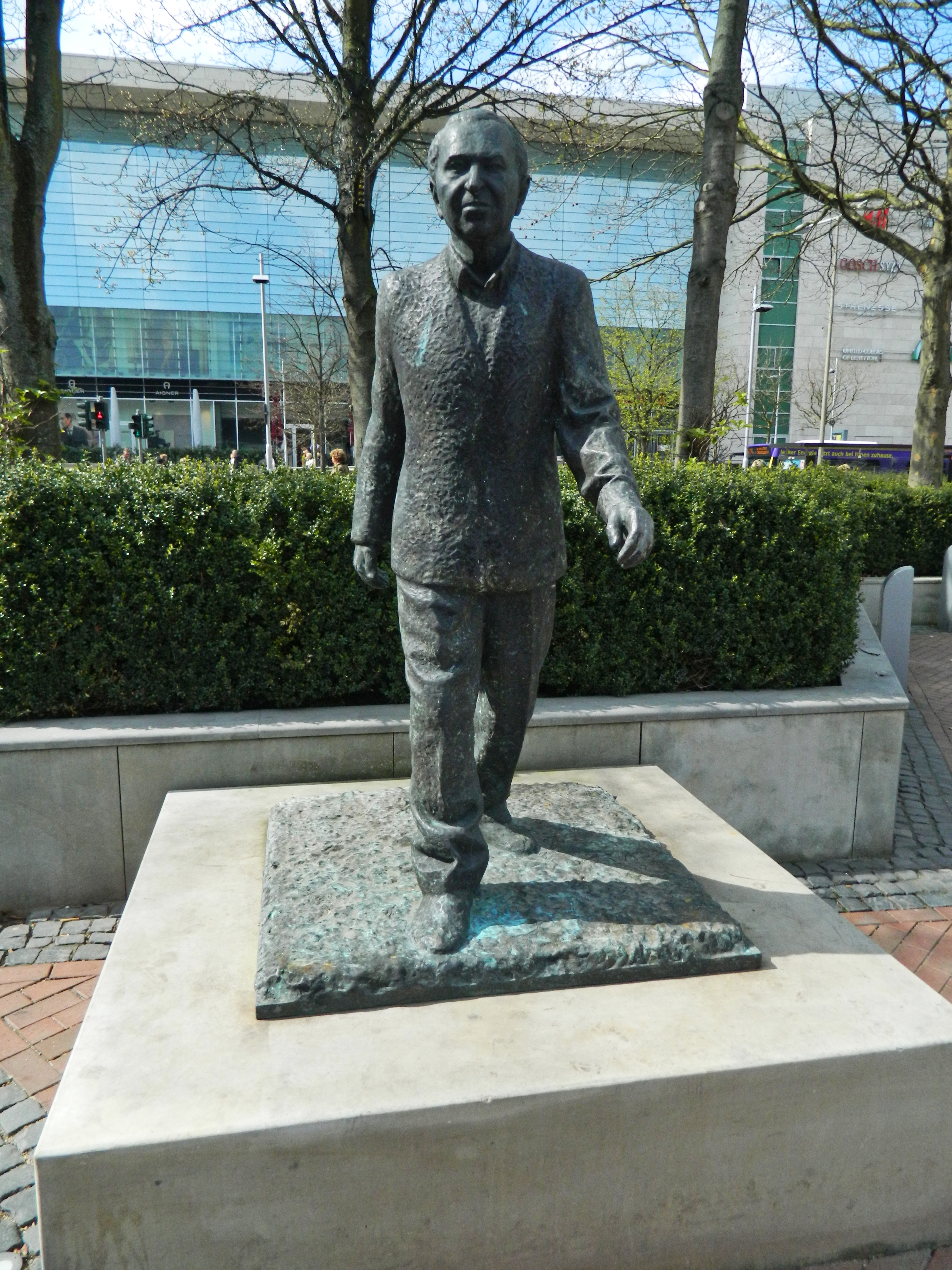
Skulptur Werner Otto von Bernd Stöcker vor dem AEZ in Hamburg-Poppenbüttel

Werner Otto (* 13. August 1909 in Seelow, Brandenburg; † 21. Dezember 2011 in Berlin) war ein deutscher Unternehmer. Er war als Gründer des Versandhauses Otto Versand am Wiederaufbau der deutschen Wirtschaft nach dem Zweiten Weltkrieg beteiligt und gilt als einer der Wirtschaftspioniere der Bundesrepublik Deutschland. Otto war drei Mal verheiratet und hatte insgesamt fünf Kinder.
Die Familie Otto belegt auf Grund des erworbenen Vermögens auf der Liste der reichsten Deutschen regelmäßig einen der ersten Plätze; 2010 wurde ihr Vermögen auf 18,7 Milliarden US-$ geschätzt.

## Leben

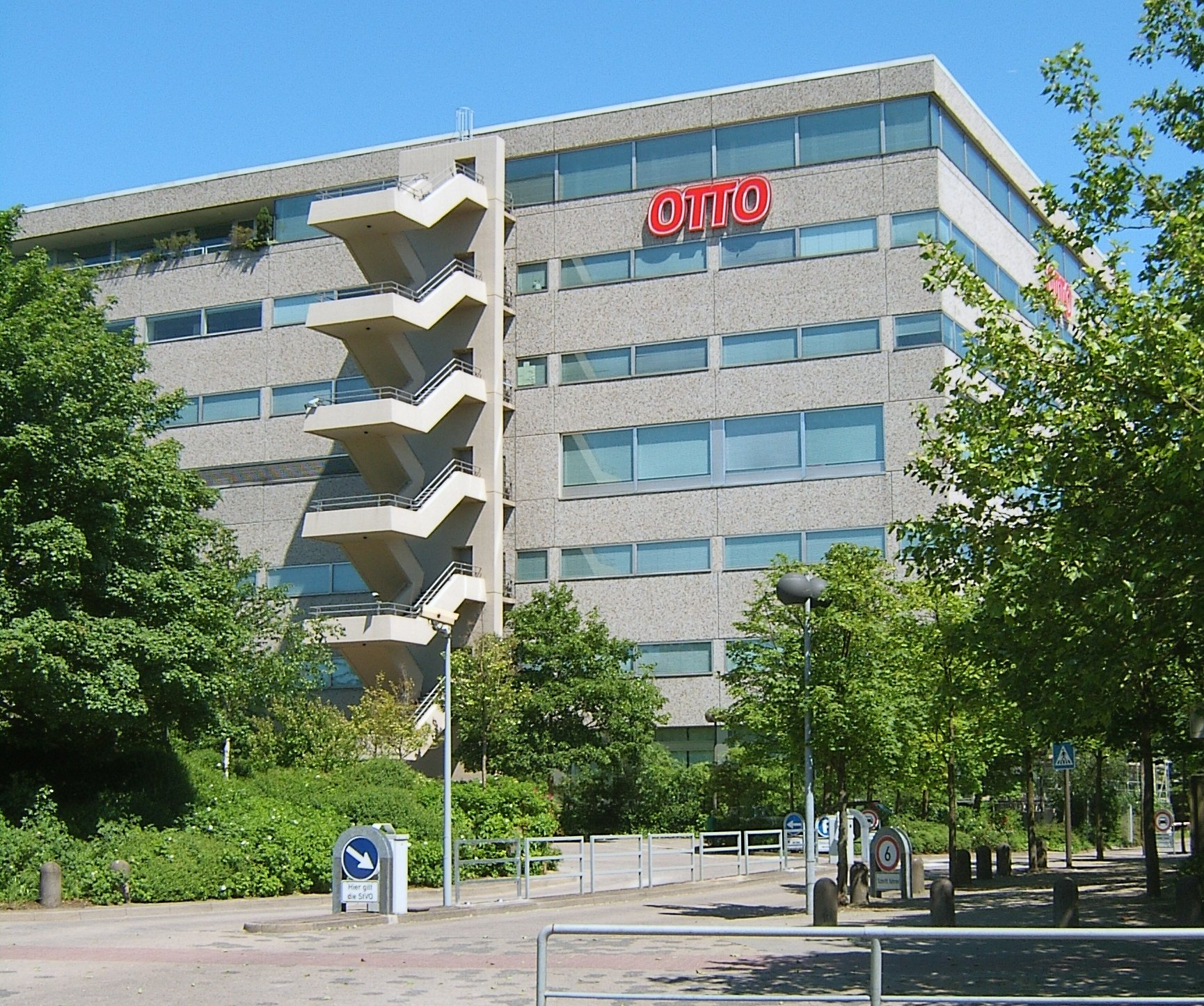
Seit 1960 befindet sich die Zentrale des Otto-Versands in Hamburg-Bramfeld

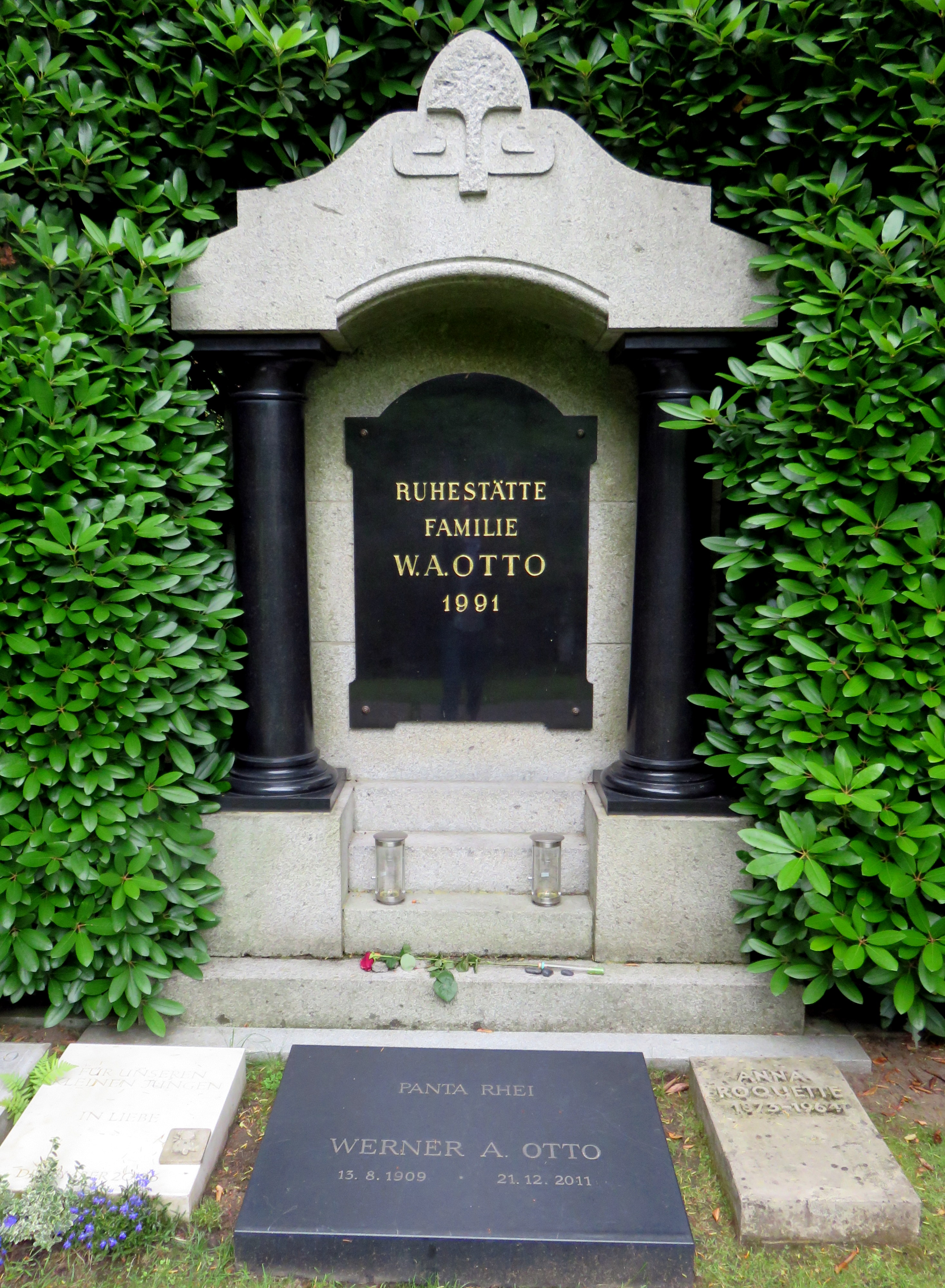
Grabstätte auf dem Friedhof Ohlsdorf

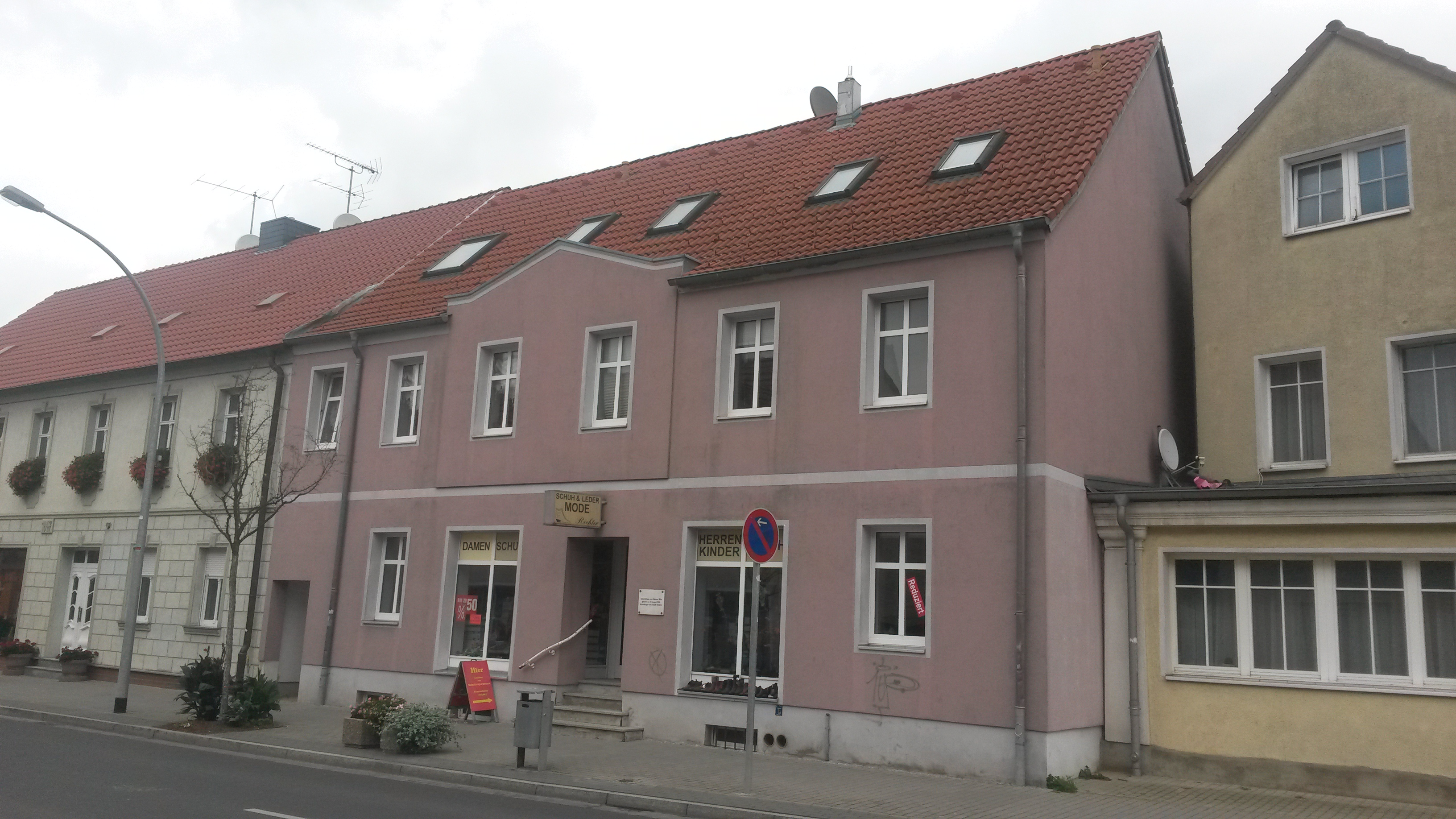
Gedenktafel am Geburtshaus in der Frankfurter Straße 57 in Seelow, 2017

Werner Otto wurde als Sohn des Einzelhändlers Wilhelm Otto und dessen Frau Frieda geboren. Seine Mutter starb bereits kurz nach seiner Geburt. Er besuchte die Schule in Schwedt, später das Gymnasium in Prenzlau (Uckermark). Er musste das Gymnasium vor dem Abschluss verlassen, da sein Vater nach dem Konkurs seines Geschäftes das Schulgeld nicht mehr aufbringen konnte. Otto begann eine kaufmännische Lehre in Angermünde. Schließlich machte er sich als Einzelhandelskaufmann in Stettin selbständig.
Wegen Verbreitung von Flugblättern für den NS-Ideologen und Hitler-Gegner Otto Strasser wurde Otto 1934 zu einer zweijährigen Haftstrafe verurteilt, die er im Strafgefängnis Plötzensee verbüßte. Bei der Durchsuchung seiner Wohnung waren neben den Flugblättern auch zwei Manuskripte noch unveröffentlichter zeitkritischer Romane beschlagnahmt worden, die bis heute nicht wiedergefunden werden konnten. Nach der Haftentlassung betrieb Otto zunächst einen Zigarrenladen in der Nähe des Berliner Alexanderplatzes. 1939 heiratete er seine erste Ehefrau Eva, geborene Haffner, und siedelte mit ihr ins gerade vom Deutschen Reich annektierte und dem Reichsgau Danzig-Westpreußen zugeschlagene Kulm an der Weichsel über und eröffnete dort ein Schuhgeschäft. 1941 wurde die gemeinsame Tochter Ingvild geboren, zwei Jahre später kam Sohn Michael zur Welt. Erst kurz vor Kriegsende wurde er zur Wehrmacht einberufen. Seine Ehefrau Eva führte die Geschäfte alleine weiter. Das Kriegsende erlebte Otto mit einer Kopfverletzung in einem Lazarett.
Als mittelloser Flüchtling kam Otto mit Frau und zwei Kindern nach dem Krieg nach Hamburg, wo er eine Schuhfabrikation gründete. 1948 ließ er sich scheiden. Nachdem er mit seinem Unternehmen Konkurs anmeldete, eröffnete er mit 6.000 Mark Startkapital (nach heutigem Stand in etwa 19.000 Euro) und drei Mitarbeitern 1949 in Hamburg-Schnelsen einen Versandhandel für Schuhe. Hieraus entwickelte sich der Otto-Versand, eine der größten Versandhandelsgruppen der Welt, mit einem Umsatz von mehr als 15 Milliarden Euro und mehr als 54.000 Mitarbeitern (2014). Das Unternehmen ist heute noch im Eigentum der Familie.
1952 heiratete er Jutta Becker, und 1957 kam sein zweitältester Sohn Frank als einziges Kind aus der zweiten Ehe zur Welt.
1963 heiratete er die 30 Jahre jüngere Maren Stücken, die in den 1960er-Jahren Werner Ottos jüngste Kinder gebar: Katharina (→  Katharina Otto-Bernstein), heute Filmemacherin in New York, und Alexander, dem der Vater die Immobilienfirma ECE anvertraute.
1965 gründete Werner Otto die ECE Projektmanagement GmbH & Co. KG, die wirtschaftlich unabhängig von der Firma Otto geführt wird. Heute ist die ECE einer der bedeutendsten Entwickler, Realisierer, Vermieter und Betreiber von gewerblichen Großimmobilien in Europa. Anfang der 1960er Jahre weitete Werner Otto seine Aktivitäten im Immobilienbereich auf Nordamerika aus. Im kanadischen Toronto begann er, die Sagitta Group aufzubauen, die in Wohngebäude und Gewerbeflächen investierte und zu einem der größten Unternehmen dieser Art in Kanada heranwuchs. Seit einer Restrukturierung der Gruppe werden die Apartmentgebäude von der Park Property verwaltet, die ihren Bestand 2022 auf mehr als 10.000 Wohnungen aufstockte. Der Bestand an Gewerbeimmobilien wurde von der Sagitta Group 2022 veräußert.
Im Alter von über 60 Jahren begann Werner Otto ab 1973 mit dem Aufbau einer US-amerikanischen Immobiliengruppe, der Paramount Group in New York.
Werner Otto wurde Anfang 2012 auf der Grabstätte seiner Familie auf dem Ohlsdorfer Friedhof im Planquadrat O 8 beigesetzt.

## Gesellschaftliches Engagement
Einen Teil seines Vermögens verwendete Otto für soziale Zwecke, insbesondere für Stiftungen oder Einrichtungen, die seitdem seinen Namen tragen, sowie für politische Spenden.
Die von ihm 1969 gegründete Werner Otto Stiftung stellte in den rund 40 Jahren bis Ende 2010 insgesamt umgerechnet 19,7 Millionen € zur Förderung der medizinischen Forschung an Hamburger Krankenhäusern zur Verfügung. Davon profitierten unter anderem das Werner Otto Institut, das sich der Früherkennung und Behandlung entwicklungsgestörter Kinder und Jugendlicher widmet sowie das wissenschaftliche Behandlungszentrum für Krebskrankheiten im Kindesalter am Universitätsklinikum Hamburg-Eppendorf.
Diese Stiftung brachte auch die Mittel für das „Werner Otto Stipendium zur Förderung des medizinisch-wissenschaftlichen Nachwuchses an der Universität Hamburg“ auf und für den Preis der „Werner Otto Stiftung zur Förderung der medizinischen Forschung“, der alle zwei Jahre für hervorragende wissenschaftliche Leistungen an in Hamburg tätige Forscher und Ärzte verliehen wird. Für 2011 ist er für zwei Preisträger mit je 8000 € dotiert.
1997 wurde in Werner Ottos Geburtsort Seelow das Richtfest für den im Krieg zerstörten Kirchturm gefeiert. Er hatte das Geld für den Wiederaufbau gespendet.
In Berlin-Neukölln wurde das Werner Otto Haus eröffnet, in dem ehemals hörbehinderte Kinder und Jugendliche mit Hilfe eines Cochlea-Implantats wieder zu hören lernen. 2001 wurde der Erweiterungsbau des Werner Otto Instituts eröffnet, für den Otto mehr als vier Millionen Mark gestiftet hat. In Potsdam wurde 2003 die Wiedereröffnung des Belvedere auf dem Pfingstberg durch Bundespräsident Johannes Rau gefeiert. Werner Otto stiftete für dessen Instandsetzung 6,5 Millionen Euro. Im selben Jahr wurde der Werner Otto Saal im Konzerthaus Berlin eröffnet, für dessen Instandsetzung Werner Otto 4,5 Millionen Euro gestiftet hatte. 2006 wurde der von Werner Otto mit einer Spende von fünf Millionen Euro unterstützte Umbau des Hamburger Jungfernstiegs abgeschlossen. Der US-amerikanischen Harvard University stiftete Otto einen Museumsneubau, die Werner Otto Hall, für die Unterbringung der Kunst deutschsprachiger Expressionisten aus dem Busch-Reisinger Museum.
2009 gründete Otto anlässlich der Feiern zu seinem 100. Geburtstag die Werner und Maren Otto Stiftung, die sich, ausgestattet mit einem Stiftungskapital von fünf Millionen Euro, der Unterstützung armer und älterer Menschen in Berlin und Brandenburg widmet.

## Auszeichnungen und Ehrungen
Für sein unternehmerisches und soziales Engagement erhielt Werner Otto diverse Auszeichnungen und Orden, u. a. das Großkreuz des Verdienstordens der Bundesrepublik Deutschland, die Ehrendenkmünze in Gold des Hamburger Senats und den Ehrentitel Professor der Freien und Hansestadt Hamburg, die Ernst-Reuter-Plakette des Berliner Senats sowie den Preis Soziale Marktwirtschaft der Konrad-Adenauer-Stiftung für sein unternehmerisches Handeln. Werner Otto war Ehrendoktor und Ehrensenator der Universität Hamburg sowie Laureat der „Hall of Fame“ im Haus der Geschichte der Bundesrepublik Deutschland in Bonn. Der Senat der Freien und Hansestadt Hamburg zeichnete ihn 1969 mit der Medaille für Kunst und Wissenschaft und 2005 mit der Bürgermeister-Stolten-Medaille aus. 2006 verlieh ihm Ministerpräsident Matthias Platzeck in Potsdam für seine Verdienste um Brandenburg den Verdienstorden des Landes Brandenburg. 2008 bekam Werner Otto gemeinsam mit seiner Frau Maren den James-Simon-Preis der James-Simon-Stiftung für vorbildliches, soziales und kulturelles Engagement in Deutschland verliehen. Am 11. August 2009 wurde ihm die Berliner Ehrenbürgerwürde verliehen. Auf der Trauerfeier am 19. Januar 2012 für den im Alter von 102 Jahren Verstorbenen hielt Altbundeskanzler Helmut Schmidt eine Rede, in der er Werner Otto als „Wohltäter“ und als „Ideal eines europäischen Unternehmers“ bezeichnete.